# Andrea Cirino
Andrea Cirino (Messina, 1618 – Palermo, 7 settembre 1664) è stato un teologo, letterato e storico italiano, appartenuto all'ordine dei teatini. Conosciuto per la sua vasta erudizione, ha svolto un ruolo importante nell'ambito della spiritualità, della teologia e delle scienze naturali, lasciando una notevole traccia tra gli intellettuali del suo tempo.

## Biografia
Nacque a Messina nel 1618. Dotato di un acuto ingegno e di una straordinaria memoria, sin da giovane si distinse nei suoi studi, facendo rapidamente carriera all'interno dell'ordine teatino. Nel 1634, ancora giovanissimo, entrò a far parte dell'ordine, dedicandosi con fervore allo studio delle Sacre Scritture. Le sue qualità intellettuali lo portarono a essere nominato per insegnare pubblicamente le Sacre Scritture nella chiesa della sua congregazione.
La sua fama crebbe rapidamente e fu invitato a Palermo, dove iniziò a predicare nella chiesa di San Giuseppe, attirando un vasto pubblico di eruditi e persone colte. Accanto ai suoi impegni religiosi e predicatori, si dedicò anche agli studi di storia naturale, pubblicando numerosi trattati. Tra le sue opere, ricordiamo De venatione et natura animalium, comprendente tra gli altri il De natura et solertia canum e il De natura piscium, nelle quali trattava tematiche che spaziavano dalla caccia alla natura degli animali e dei pesci, esplorando non solo gli aspetti fisici, ma anche morali e comportamentali degli animali, in particolare quelli da caccia. Nel 1656 pubblicò a Genova un'opera di grande rilievo, Historia delle cause et effetti della peste, che riscosse ampi consensi in Italia, Francia e Inghilterra. Fu lodato dalle accademie di tutta Europa per il suo approccio scientifico e la profondità della trattazione.
Uno dei suoi progetti più ambiziosi fu la stesura di una Storia romana, di cui completò sette libri, dedicati alla storia delle origini di Roma e a Romolo, il fondatore della città. Tuttavia, non pubblicò che la parte relativa a Romolo, lasciando manoscritti i restanti libri. L'opera fu pubblicata postuma nel 1665, a cura del suo confratello Francesco Maria Maggio, e successivamente ristampata nel Novus thesaurus antiquitatum Romanarum, edizione arricchita di note da Albert-Henri de Sallengre. Quest'ultima fu altamente apprezzata dagli studiosi, che riconobbero nell'opera di Cirino un capolavoro della storiografia.
Gli intensi impegni intellettuali e spirituali di Cirino, uniti alla predicazione incessante, lo portarono a una grave malattia che ne minò le forze. Morì prematuramente a Palermo il 7 settembre 1664, all'età di 46 anni, suscitando un ampio cordoglio nella comunità ecclesiastica e accademica.

## Opere
Le opere di Andrea Cirino spaziavano tra la teologia, la filosofia, la storia naturale e la storiografia. Alcuni dei suoi lavori rimasero manoscritti e furono raccolti postumi da studiosi successivi, come il trattato sulla Storia di Roma e gli scritti sulla filosofia platonica e l'antica teologia egizia. Tra le sue principali opere pubblicate e manoscritte si annoverano:
- (LA) De Venatione Heroum, Messina, Haeredes Petri Breae, 1650, SBN PUVE020649.
- (LA) De venatione et natura animalium, Palermo, Giuseppe Bisagni, 1653, SBN BVEE050933.
  - (LA) De natura et solertia canum, Palermo, Giuseppe Bisagni, 1653, SBN BVEE034093.
  - (LA) De natura piscium, Palermo, Giuseppe Bisagni, 1653, SBN CFIE010031.
- Historia delle cause et effetti della peste, Genova, Benedetto Guasco, 1656, SBN LIGE004411.
- (LA) De Urbe Roma eiusque conditore Romulo, Palermo, Augustini Bossij, 1665, SBN PUVE010887.